# Tournée de l'équipe de France de rugby à XIII en 1995
La tournée de l'équipe de France de rugby à XIII en 1995 est la neuvième tournée d'une équipe de rugby à XIII représentant la France en hémisphère sud, la dernière étant en 1994. Elle se déroule en Nouvelle-Zélande.

## Résultats des test-matchs
Le tableau suivant récapitule les résultats de l'équipe de France contre les équipes nationales. 
| No | Date         | Lieu                                   | Match                     | Score   | Compétition |
| -- | ------------ | -------------------------------------- | ------------------------- | ------- | ----------- |
| 1  | 9 juin 1995  | Mount Smart Stadium - Nouvelle-Zélande | Nouvelle-Zélande – France | 22 – 6  | test match  |
| 2  | 16 juin 1995 | FMG Stadium - Nouvelle-Zélande         | Nouvelle-Zélande – France | 16 – 16 | test match  |

## Groupe de la tournée
| Joueur             | Date de naissance | Club          |
| Frédéric Banquet   | 24 mars 1976      | Limoux        |
| Pascal Bomati      | 13 octobre 1973   | XIII Catalan  |
| Hadji Boudebza     | 1er octobre 1966  | Saint-Estève  |
| Didier Cabestany   | 13 mai 1969       | XIII Catalan  |
| Brian Coles        |                   | XIII Catalan  |
| David Despin       | 5 août 1971       | Limoux        |
| Arnaud Dulac       | 10 mars 1973      | Saint-Gaudens |
| Patrick Entat      | 19 septembre 1964 |               |
| Jean-Marc Garcia   | 22 avril 1971     | Saint-Estève  |
| Lilian Hébert      | 28 mai 1971       | Pia           |
| Pascal Jampy       | 1er mai 1973      | Saint-Estève  |
| Stéphane Millet    | 4 juillet 1970    | Saint-Gaudens |
| Jacques Pech       | 1er juillet 1965  | Pia           |
| Frédéric Sana      |                   | Saint-Estève  |
| Claude Sirvent     | 6 février 1971    | Saint-Gaudens |
| Gaël Tallec        | 15 août 1976      |               |
| Frédéric Teixido   | 27 mai 1972       | Limoux        |
| Stéphane Tena      |                   | XIII Catalan  |
| Patrick Torreilles | 26 septembre 1969 | Pia           |
| Thierry Valero     | 10 juin 1966      |               |